# Ройтер Михайло Григорович
Михайло Григорович Ройтер (рос. Ройтер Михаил Григорьевич; 1916, Вінниця, Подільська губернія, Російська імперія — 1993, Москва, Росія) — радянський  російський художник, графік, ілюстратор  книги.

## Біографія
Навчався на робітфаку Київського художнього інституту, в  1937 у поступив до Центральної студії образотворчих мистецтв, де серед його викладачів були Костянтин Юон, Микола Ромадін, Амінадав Канівський. Здібності студента були помічені, за рекомендацією І. Грабаря — директора Московського художнього інституту — в 1939 році Михайло Ройтер був зарахований на 3-й курс графічного факультету. Дипломною роботою — ілюстраціями до роману Ф. М. Достоєвського «Принижені і ображені» — в 1946 році завершилося освіту художника. У тому ж році він був прийнятий до Спілки художників СРСР, а в 1947 р. став учасником виставки на I Всесвітньому фестивалі демократичної молоді і студентів у Празі і був удостоєний почесного диплома за представлені ілюстрації.
Першим замовленням М. Ройтера стали ілюстрації до роману Ф. Достоєвського «Підліток». І надалі творче життя Ройтера було пов'язана з творами Достоєвського: він ілюстрував також такі твори письменника, як «Неточка Незванова», «Лагідна», «Брати Карамазови», «Біси». Багато малюнків та акварелей художника пов'язані з життям письменника і героями його творів.
З кінця 1950-х він подорожував країною як спеціальний кореспондент газет «Правда», «Комсомольська правда», «Літературна газета» та журналів «Огонёк» і «Юність». Історія поїздок відбилася в серіях його робіт: про Братську і Красноярської ГЕС, промисловому Уралі, родовищах нафти в Баку, АЗЛК в Москві. Він працював на Далекому Сході і Камчатці, на Памірі, в Мурманську, в Україні.
Однією з улюблених тем сучасного життя для М. Ройтера був спорт. Він брав участь у всіх спеціалізованих Всесоюзних виставках, присвячених спорту. Спортсменам і взагалі радянської молоді присвячено багато його жанрові роботи 1950-х і 1960-х.
Ройтер пробував себе в різних графічних техніках. Він малював пером, працював в техніці монотипії, ліногравюри та літографії, досягнувши особливих успіхів. З кінця 1970-х М. Ройтер сконцентрувався на техніці акварелі, увіковічивши мінливі особи Москви, Ленінграду, ряду провінційних міст. Він писав широкі імпресіоністичні міські пейзажі, зображуючи зникаючу Москву і новий образ міста.